# Moore Bede
Il Moore Bede (Cambridge University Library, Kk. 5. 16) è il primo manoscritto conosciuto della Historia ecclesiastica gentis Anglorum (Storia ecclesiastica del popolo inglese) di Beda, e potrebbe essere stato redatto nello stesso monastero di origine di Beda, a Wearmouth o Jarrow. 
Bischoff ha dimostrato che il manoscritto si trovava alla Schola palatina di Aquisgrana intorno all'anno 800.  Parkes suggerisce che potrebbe essere stato inviato lì da York su richiesta di Alcuino. 
Successivamente si sa che passò alla biblioteca della cattedrale di San Giuliano a Le Mans; fra il 1697 e il 1702 ne acquisì la proprietà il vescovo John Moore (1646–1714), la cui collezione di libri e manoscritti fu acquistata da Giorgio I e donata all'Università di Cambridge nel 1715.

## Descrizione fisica

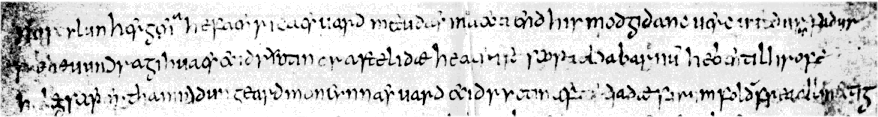
L'Inno di Cædmon, scritto in lingua di Northumbria

Il manoscritto è scritto su pergamena, contiene 128 fogli. Le pagine hanno dimensioni medie di circa 293 × 215 mm con una superficie di scrittura di 250 × 185 mm (una colonna, 30–33 righe nel testo principale). Il manoscritto è stato copiato da una sola mano e mostra segni di fretta.

## Contenuti
Il Moore Bede contiene (con il Leningrad Bede) uno dei due primi rappresentanti del testo di tipo m della Historia ecclesiastica gentis Anglorum. 
Il manoscritto contiene, nell'ultima pagina (f. 128 v), una copia della recensione aelda di Northumbria dell'Inno di Cædmon. Il poema è di mano di uno scrivano contemporaneo, probabilmente da identificare con quello responsabile dei cosiddetti Memoranda sulla stessa pagina (scritti in una scrittura più ampia, ma che mostra molte somiglianze con il più ridotto Inno di Cædmon e col testo principale dei fogli 1r-128r).

## Datazione
Il Moore Bede è tradizionalmente datato al 734-737 sulla base dei cosiddetti Moore Memoranda, una serie di note cronologiche conservate a f. 128 v. Sebbene la validità di queste (e di note simili sul Leningrad Bede) ai fini della datazione sia stata contestata vigorosamente, il manoscritto può essere datato con sicurezza all'VIII secolo su basi paleografiche e codicologiche.